# 1942 في اليابان
فيما يلي قوائم الأحداث التي وقعت خلال عام 1942 في اليابان.

## ظهور
- 1 يناير – سيد الغو رواية من تأليف ياسوناري كواباتا.

## مواليد

### يناير
- 1 يناير – ساداكازو فوجي كاتب ياباني.
- 1 يناير – شومبي يامازاكي مهندس ياباني.
- 7 يناير – تاكاو نيشياما لاعب كرة قدم ياباني.
- 8 يناير – جونيتشيرو كويزومي

### فبراير
- 2 فبراير – جونكو هوري
- 5 فبراير – تاداشي يامايشتا

### مارس
- 6 مارس – يوجي توتسوكا فيزيائي ياباني.
- 29 مارس – كينيتشي أوغاتا

### مايو
- 16 مايو – إيساو ساساكي مغني ياباني.
- 24 مايو – إيتشيرو أوزاوا سياسي ياباني.

### أغسطس
- 12 أغسطس – كوجي فوناموتو لاعب كرة قدم ياباني.

### سبتمبر
- 27 سبتمبر – ماسارو إكيدا ممثل ياباني.

### نوفمبر
- 3 نوفمبر – تاداتوشي اكيبا سياسي ياباني.

### ديسمبر
- 10 ديسمبر – أريتاتسو أوجي لاعبو كرة قدم يابانيون.
- 22 ديسمبر – ياسويوكي كوواهارا لاعبو كرة قدم يابانيون.

## وفيات

### مايو
- 11 مايو – ساكوتارو هاجيوارا (مواليد 1886) كاتب ومؤلف ياباني.
- 29 مايو – أكيكو يوسانو (مواليد 1878) كاتبة يابانية.

### نوفمبر
- 5 نوفمبر – كيورا كيغو (مواليد 1850) سياسي ياباني.

### ديسمبر
- 4 ديسمبر – ناكاجيما أتسوشي (مواليد 1909) كاتب ومؤلف ياباني.